# Begonia ursina
Espèce
Begonia ursina est une espèce de plantes de la famille des Begoniaceae.
Elle a été décrite en 1946 par Lyman Bradford Smith (1904-1997) et Bernice Giduz Schubert (1913-2000).